# Sorhagenia taurensis
Sorhagenia taurensis ist ein Schmetterling (Nachtfalter) aus der Familie der Chrysopeleiidae. Die Art wurde nach dem Taurusgebirge, dem Fundort des Holotyps, benannt.

## Merkmale
Die Falter erreichen eine Flügelspannweite von 6 bis 7 Millimeter. Kopf und Stirn (Frons) glänzen gräulich weiß. Der Scheitel (Vertex), das Nackenbüschel und der Halskragen sind grau und hellgrau gesprenkelt. Die Fühler sind ockergrau und dunkelbraun geringelt. Im letzten Viertel befinden sich fünf ockerweiße Segmente. Die Labialpalpen sind weiß. Außen und ventral sind sie dunkelgrau gesprenkelt, das dritte Segment hat in der apikalen Hälfte einen dunkelgrauen Ring.
Der Thorax glänzt ockergrau und hat an der Seite zwei dunkelbraune Schuppenbüschel. Die Tegulae glänzen ockergrau. Die Beine sind dunkel bräunlich grau und weißlich gesprenkelt. Die Tibien haben gesprenkelte ockerweiße basale, mediale und apikale Ringe.
Die Vorderflügel sind ockergrau und an der Basis dunkelgrau. Sie sind mit vier dunklen, bräunlich grauen Schuppenbüscheln versehen. Das erste befindet sich bei 1/4 der Vorderflügellänge zwischen der Analfalte und dem Flügelinnenrand. Das zweite und größte befindet sich oberhalb der Analfalte vor der Flügelmitte. Das dritte Büschel liegt zwischen Analfalte und Flügelinnenrand jenseits des zweiten Büschels. Das vierte Büschel befindet sich bei 3/4 der Vorderflügellänge oberhalb des Innenwinkels. Die beiden äußeren Büschel sind nur halb so groß wie die beiden inneren. Eine undeutliche, knieförmige, ockerbraune Binde befindet sich bei 3/4 der Vorderflügellänge. Die Costalader und der Flügelinnenrand sind am Apex ockerbraun. Eine Anzahl kleiner, dunkel bräunlich grauer Schuppenbüschel verteilt sich am Apex entlang der Costalader und am Flügelinnenrand. Die Fransenschuppen sind bräunlich grau. Die Hinterflügel glänzen grau und haben bräunlich graue Fransenschuppen.
Das Abdomen glänzt grau. Die Segmente sind hinten ventral mit breiten gräulich weißen Bändern versehen. Das Afterbüschel ist gelblich weiß.
Bei den Männchen ist der Uncus dreieckig und hat an der Spitze einen stark sklerotisierten Haken. Die Valven einschließlich des Cucullus sind anderthalb mal so lang wie die Ampulla. Die Ampulla ist an der Basis gebogen. Subapikal ist sie bauchig und hat einen spitzen und gekrümmten Apex. Der Sacculus ist etwa doppelt so lang wie der Cucullus. An der Basis ist er breit. Er verjüngt sich distal und hat einen rundlichen, gewundenen apikalen Teil. Die Juxta ist lang und schlank und hat eine leicht geweitete Basis. Das Vinculum ist gebogen. Der Aedeagus ist kurz und hat eine scharfe Spitze. Der Coecum penis ist nahezu rund. Das achte Abdominalsternit verjüngt sich distal und ist mit Reihen breiter Borsten versehen, die an der Basis stark gekrümmt sind.
Bei den Weibchen ist das Ostium länglich. Die seitlichen Fortsätze sind schmal und sehr lang und reichen bis über das Antrum hinaus. Das Antrum ist schlank und etwas kürzer und schmaler als der Ductus bursae. Das Corpus bursae ist bauchig. Die Signa sind abgeplattet und haben einen kleinen Dorn.

### Ähnliche Arten
Sorhagenia taurensis kann habituell nur durch die geringe Flügelspannweite von den anderen Arten der Gattung unterschieden werden. Eine sichere Unterscheidung ist nur durch eine Genitaluntersuchung möglich.

## Verbreitung
Sorhagenia taurensis ist in Kleinasien (Türkei) verbreitet.

## Biologie
Die Biologie der Art ist unbekannt. Die wenigen bekannten Exemplare wurden Mitte Juli gesammelt.

## Belege
1. 1 2 3 4 5 6 7 8 9 10  J. C. Koster, S. Yu. Sinev: Momphidae, Batrachedridae, Stathmopodidae, Agonoxenidae, Cosmopterigidae, Chrysopeleiidae. In: P. Huemer, O. Karsholt, L. Lyneborg (Hrsg.): Microlepidoptera of Europe. 1. Auflage. Band 5. Apollo Books, Stenstrup 2003, ISBN 87-88757-66-8, S. 176 (englisch).